# Anajapygidae
Anajapygidae es una pequeña familia de Diplura en Arthropoda. Se distinguen por sus firmes cercos relativamente cortos, por los cuales descarga secreciones abdominales. A diferencia de la mayoría de los dipluranos, que son mayormente depredadores, estos son carroñeros.

## Especies
La familia Anajapygidae contiene dos géneros, con ocho especies reconocidas:
- Género Anajapyx Silvestri, 1903
  - Anajapyx amabilis Smith, 1960
  - Anajapyx carli Pagés, 1997
  - Anajapyx guineensis Silvestri, 1938
  - Anajapyx menkei Smith, 1960
  - Anajapyx mexicanus Silvestri, 1909
  - Anajapyx stangei Smith, 1960
  - Anajapyx vesiculosus Silvestri, 1903
- Género Paranajapyx Pagés, 1997
  - Paranajapyx hermosus (L.Smith, 1960)